# Паника в Бевърли Хилс
„Паника в Бевърли Хилс“ (на английски: Down and Out in Beverly Hills) е комедия на режисьора Пол Мазурски, която излиза на екран през 1986 година.

## Сюжет
Бизнесменът Дейв Уитман е прославен женкар. Той спасява скитника Джери от удавяне в басейна на вилата си и много любезно го кани да поостане на гости. Макар и против волята си, Джери приема да съжителства с Дейв, амбициозната му съпруга и бисексуалния му син. Нещастният бродяга се разбира единствено със сеймейното куче, а жените в къщата го намират за очарователен, което може да му навлече и неприятности.

## В ролите
| Актьор         | Роля                  |
| -------------- | --------------------- |
| Ник Нолти      | Джери Баскин          |
| Бет Мидлър     | Барбара Уитман        |
| Ричард Драйфус | Дейв Уитмън           |
| Литъл Ричард   | Кармен, прислужницата |
| Трейси Нелсън  | Орвис Гуднайт         |
| Елизабет Пеня  | Макс Уитмън           |
| Иван Ричардс   | Джени Уитмън          |
| Пол Мазурски   | [ 1 ]                 |